# 給與魔女的鐵鎚
《給予魔女的鐵鎚》（日语：魔女に与える鉄鎚），日本漫畫作品，原作者為村田真哉，作畫為檜山大輔。在2014年3月22日連載於Square Enix出版社旗下的《月刊GANGAN JOKER》雜誌。

## 角色簡介
多米諾·阿恰卡羅
故事女主角。炎之魔女。生前被施以火刑，後成為魔女。「異端審問魔女」之一。
被法王瑟蕾娜以「處刑」之名、行「任務」之實派往古德利亞。
艾莉西亞
在聖都聖戈路被當成魔女，並且被人用苦惱之梨插入下體最後致死。隨後成為破裂之魔女，在聖戈路對當地人們施以「破裂之刑」將其虐殺。最後被多米諾燒成灰燼。
瑟蕾娜·塞萬提斯
神聖羅曼尼法王。認為教會已極度腐敗。
以「處刑」之名、行「任務」之實將多米諾等人派往古德利亞，並偽裝成馬伕與之同行，但在前往途中自曝身份。
艾達·聖迪諾
鞭之魔女。「異端審問魔女」之一。
被法王瑟蕾娜以「押送」之名、行「任務」之實派往古德利亞。
帕茲·費格羅亞
粉碎之魔女。「異端審問魔女」之一。
被法王瑟蕾娜以「押送」之名、行「任務」之實派往古德利亞。

## 書籍情報
| 卷數 | 史克威爾艾尼克斯 | 史克威爾艾尼克斯       |
| 卷數 | 發售日期         | ISBN                   |
| ---- | ---------------- | ---------------------- |
| 1    | 2014年8月22日    | ISBN 978-4-7575-4395-9 |
| 2    | 2015年3月20日    | ISBN 978-4-7575-4589-2 |
| 3    | 2015年9月19日    | ISBN 978-4-7575-4741-4 |

## 外部連結
- 魔女にえる鉄鎚（月刊GANGAN JOKER） （页面存档备份，存于）